# Paranillus
Paranillus is een geslacht van kevers uit de familie van de loopkevers (Carabidae). De wetenschappelijke naam van het geslacht is voor het eerst geldig gepubliceerd in 1949 door Jeannel.

## Soorten
Het geslacht Paranillus omvat de volgende soorten:
- Paranillus elongatus Jeannel, 1963
- Paranillus insularis Giachino, 2008
- Paranillus latipennis Jeannel, 1958
- Paranillus longulus Jeannel, 1957
- Paranillus milloti Jeannel, 1949
- Paranillus pauliani Jeannel, 1957
- Paranillus punctatostriatus Jeannel, 1963
- Paranillus scapularis Jeannel, 1957
- Paranillus sogai Jeannel, 1963